# Yarra River (Acheron River)
Der Yarra River ist ein Fluss im Norden der Südinsel Neuseelands. Er entspringt an der Südwestflanke des 1891 m hohen Elder in der Boddington Range. Er fließt entlang der Bergkette nach Südwesten, knickt dann zunächst nach Südosten, anschließend nach Nordosten ab und fließt bis zur Mündung in den Acheron River. Dieser entwässert über den Waiau Toa / Clarence River schließlich in den Pazifik. Der Yarra River wird gelegentlich auch unter dem Namen Yarrow River geführt.